# Aline Hanson
Aline Hanson (ur. 9 października 1949, zm. 29 czerwca 2017) – polityk Saint-Martin. prezydent Rady Terytorialnej (parlamentu) od 17 kwietnia 2013 do 2 kwietnia 2017. Była pierwszą kobietą na tym stanowisku. Należała do partii Rassemblement Responsabilité et Réussite.